# Usine Stellantis de Mirafiori
L'usine Stellantis de Mirafiori est un site industriel du groupe automobile Stellantis. Le site est implanté dans le quartier de Mirafiori Sud à Turin en Italie. Aujourd'hui, ce site industriel héberge le siège et les bureaux du constructeur italien Fiat.

## Histoire
La première usine fut conçue en 1936, car à l'époque, cette zone de Mirafiori était assez éloignée de la ville de Turin et Fiat se sentait très à l'étroit dans ses sites situés quasiment tous à l'intérieur de la ville, avec notamment le plus important d'entre eux, le Lingotto.
L'usine de Mirafiori est inaugurée le 15 mai 1939, quasiment la veille de la Seconde Guerre mondiale. Après avoir été lourdement bombardée et entièrement détruite, l'usine sera reconstruite et en 1956 agrandie pour devenir un site industriel polyfonctionnel Fiat Auto avec l'inauguration du secteur des presses hydrauliques géantes.
C'est à Mirafiori que débutèrent les grandes grèves qui ébranlèrent les pouvoirs fascistes. Le 5 mars 1943 les ouvriers de l'atelier 19 de Mirafiori se mirent en grève et en quelques jours plus de 100 000 travailleurs cessèrent le travail. Ce fut la première grève qui eut un retentissement national en Italie du Nord. Connus comme les « événements de mars 1943 », ces grèves marquèrent le début de l'écroulement du régime fasciste et montrèrent au grand jour la volonté de résistance des populations civiles, en plus des maquisards.
Durant les années 1950 à 70, Fiat Mirafiori connut une très forte croissance d'activité, au point que le site pouvait être considéré comme une véritable ville avec 20 000 personnes y travaillant en 1950 pour atteindre 50 000 personnes en 1970, en 3 x 8.
Après 35 jours de grève, la marche des quarante mille le 14 octobre 1980 à Turin est une manifestation antisyndicale qui pousse le syndicat à clore le conflit par un accord en faveur de Fiat. En quelques années, le nombre de salariés du groupe Fiat chute de 200 000 à 120 000 dans tout le pays.
Le 18 février 2008, Mirafiori a connu un événement qui a marqué tous les salariés : la réouverture de l'atelier 83, qui est devenu également le siège de la division Abarth. Mirafiori, comme tous les autres sites industriels en Europe, ne connaissait depuis 20 ans que des restructurations avec fermetures d'ateliers. À cette occasion, la Nouvelle Fiat 500 Abarth a été dévoilée au grand public.

## Mirafiori à travers l'histoire de l'Italie
« ... Servir le pays de plus en plus et toujours mieux, donner plus de travail pour notre ville, améliorer la qualité et la production au coût le plus bas possible... »[réf. nécessaire]
C'est avec ces mots que Giovanni Agnelli (1866-1945) a exposé ses objectifs et les raisons qui l'ont poussé à lancer ce que l'historien Castronovo appelle « l'héritage le plus important de son activité industrielle » : la monumentale usine Fiat Mirafiori. 
Dans son projet de nouveau site industriel, Agnelli voulait construire un énorme pôle d'activité à la périphérie de Turin, le long de la route pour Stupinigi, sur un terrain suffisamment grand pour ne pas rencontrer de problèmes lors des futurs agrandissements. Il voulait une zone non urbanisée mais suffisamment équipée en infrastructures routières et ferroviaires. Une surface de plus d'un million de mètres carrés où il pourrait donner du travail à environ 22 000 salariés sur deux postes de travail.
Lorsqu'en septembre 1936, le Duce est confronté à un projet de cette ampleur il hésite fortement sur son approbation, malgré les paroles rassurantes qui décrivent un Mussolini « qui regarde toujours vers l'avenir, et qui était heureux d'approuver ce projet ». En réalité, les choses ne sont pas aussi simples. Mussolini, partisan de la décentralisation de la production est opposé à la concentration des complexes industriels de grande envergure en un seul endroit. Il prône une répartition géographique équilibrée qui n'abandonne pas le sud du pays. De plus, Mussolini a deux soucis, l'un d'ordre militaire et l'autre politique, qu'il considérait comme primordiaux, à savoir la vulnérabilité de l'usine en termes militaires, celle-ci étant implantée à proximité de la ville serait une cible facile pour des frappes aériennes et surtout, la difficulté de contrôler une masse de travailleurs aussi importante concentrée dans un seul lieu de travail. Ces travailleurs que Mussolini continue de qualifier, dans les notes aux dirigeants du régime fasciste relatives à la situation politique à Turin, comme « des communistes et des socialistes par conviction », aggravant encore plus les préoccupations du Duce.
Cependant, le sénateur Agnelli n'a pas l'intention de renoncer à son projet, et, après s'être engagé à construire une usine pour la réparation de véhicules à moteur à Florence, à renforcer le centre de distribution d'Ancône et construire à Sienne et Apuania deux usines pour la production de matériaux plastiques dérivés de l'acétylène, réussit enfin à obtenir l'autorisation pour la construction de la nouvelle usine de Mirafiori.
Au printemps de 1937, environ 5 000 ouvriers originaires de Vénétie et Sicile débutent les travaux de construction de ce grand complexe industriel conçu par l'ingénieur Vittorio Bonadé Bottino.
Cette nouvelle usine va inverser la logique constructive et l'organisation du travail appliquée dans l'usine du Lingotto, qui était considérée comme à l'avant-garde, avec une approche qui fait du fonctionnalisme « un des outils de rupture avec les traditions de production jusqu'ici en vigueur ». En fait, Mirafiori est née des exigences fonctionnelles qui imposent le développement de la fabrication et une réorganisation du cycle de production grâce à un système qui supprime tout transfert hors de l'usine de certaines activités, en augmentant toujours plus le processus de spécialisation interne qui prévoit le remplacement des ouvriers par des machines.
C'est une usine conçue de façon à répondre aux besoins de la production en grande série qui, avec le développement des lignes à l'horizontale, est la meilleure solution pour atteindre les augmentations de productivité attendues par Fiat.
L'implantation de la production sur un seul niveau permet de développer un critère de rationalité qui élimine les transports inutiles de composants, économise l'énergie des ouvriers et établit une division claire du travail, en séparant nettement l'immeuble de bureaux des ateliers de production industrielle.
La première tranche de l'usine se développe sur une surface d'environ 300 000 m2 couverts comprenant un bâtiment pour la fabrication et l'assemblage des voitures de tourisme de 200 000 mètres carrés couverts, des ateliers pour la fabrication des moteurs d'aviation de 30 000 m2  et des ateliers pour les forges de 9 000 m2, un parc de stockage matériaux de 9 000 m2 et la centrale thermoélectrique de 6 000 m2.
Mirafiori se présente donc comme une usine modèle non seulement pour les innovations mises en œuvre dans le secteur de la production, mais aussi et surtout pour le progrès social lié aux conditions de travail. Des mots tels qu'hygiène, sécurité et confort sont la toile de fond de toutes les descriptions des caractéristiques de la nouvelle usine qui dispose d'un réfectoire pour 11 000 convives avec une cuisine qui sert des repas chauds. Ce n'est plus le réfectoire où les ouvriers venaient manger leur repas en gamelle. L'usine offrait également des cantines délocalisées dans les ateliers, des centres de premiers soins, des vestiaires avec casiers individuels, lavabos et douches, un hangar couvert pour environ 10 000 vélos et des abris anti-aériens pour tous les salariés présents sur le site en cas d'attaque aérienne. Tous ces avantages uniques à l'époque, visaient à renforcer le sentiment d'appartenance à ce qu'Agnelli appelait « notre famille de travail ».
Et c'est précisément dans le but de renforcer cette appartenance à « une grande communauté de travail et de bien-être » que la direction de Fiat construit sur une surface de 270 000 m2 à côté des ateliers de Mirafiori un centre de loisirs appelée en italien après travail de Fiat, comprenant un parking pour les voitures et les vélos sur 3 500 m2, une piscine de 30 x 50 mètres avec une plage attenante de 800 m2, un jeu de boules avec une centaine de terrains de jeux, une piste de roller, un espace ouvert pour le tir à l'arc et pour le tir à la carabine, des courts de tennis, des terrains de basket-ball, de volley-ball, ainsi que divers bâtiments avec des salles de réunions, des salons et une brasserie.
Le 15 mai 1939, lors d'un voyage officiel au Piémont, Mussolini fait un arrêt à Turin pour inaugurer ce qu'il a baptisé « l'usine parfaite du fascisme » : une occasion recherchée par le Duce pour rencontrer les travailleurs car il était parfaitement conscient que « son combat ne serait jamais complètement gagné tant qu'il n'aurait pas conquis entièrement et sans réserves l'âme des ouvriers de Fiat ».
La visite du Duce dans l'usine de Mirafiori passera à l'histoire comme un moment de rupture entre le régime et les travailleurs d'une importance exceptionnelle. D'ailleurs les rapports du chef de la préfecture de police de Turin avait alerté sur la forte probabilité que Mussolini ne reçoive pas un accueil chaleureux, à cause du moral des travailleurs, fortement éprouvé par la hausse continue des prix, des restrictions alimentaires et la crainte de la guerre qui menaçait.
Ainsi, dès les premières heures du matin du 15 mai 1939 (les ouvriers de Fiat devaient pointer avant 8 heures du matin pour bénéficier de la journée payée), des milliers de salariés, ouvriers comme employés et cadres, arrivent à Mirafiori et s'installent autour de la piste d'essais en double huit le long de l'atelier principal et attendent plus de deux heures sous une pluie battante, l'arrivée de Mussolini. C'est une chorégraphie peu commune, la valeur symbolique est très forte, la relation avec la foule, avec les masses, ce que le fascisme a toujours recherché et attaché une grande importance est filmé par les opérateurs de l'Istituto Luce, arrivés à Turin pour faire de la cérémonie un documentaire spécial projeté dans les salles.
Mussolini fut accueilli par le sénateur Agnelli en uniforme, le professeur Vittorio Valletta et d'autres cadres dirigeants, environ 50 000 salariés Fiat, tous avaient reçu des instructions précises sur le cours des événements, « ils nous ont dit que quand il parlait… quand il arriverait, il fallait applaudir, mais personne n'a rien fait de tel ». En fait, quand Mussolini, vers dix heures du matin, fit son apparition sur le podium, il ne reçoit que quelques timides applaudissements. Vers la fin de son discours, qui a commencé comme à l'accoutumée avec une rhétorique Camarades travailleurs, clairement irrité par l'incident, a déclaré que la politique du régime vers la classe ouvrière avait déjà été définie dans son discours à Milan le 6 octobre 1934 dans lequel il avait fait la promesse d'un emploi garanti, un salaire équitable, un logement décent, la connaissance du processus de production et la participation dans la discipline, mais ces paroles ne suscitèrent pas l'enthousiasme qu'il attendait. Il aborda ensuite les personnes présentes, leur demandant s'ils se souvenaient de ses paroles durant le discours de Milan mais, sur les 50 000 travailleurs présents, très peu ont répondu oui. On a alors entendu le Duce, vexé, dire : « Si vous ne vous en souvenez pas, relisez-le » avant de quitter le podium.
Quelques jours après l'inauguration de l'usine par Mussolini, Fiat a commencé le transfert des machines-outils et du personnel du Lingotto vers Mirafiori qui devint pleinement opérationnelle après l'annonce de l'entrée en guerre, en juin 1940. Elle apportera une contribution plus que décisive à l'effort de guerre. En fait, immédiatement après la déclaration de guerre, le régime a donné l'ordre à Fiat de se concentrer presque exclusivement sur une production de guerre, compte tenu des besoins de l'armée italienne qui disposait de 55 000 véhicules motorisés et 1 600 chars à l'automne 1939.
Le complexe de Mirafiori était bien équipé pour répondre aux nouvelles exigences de production : il avait achevé la construction de tous les bâtiments destinés à abriter les usines d'aviation, des forges et fonderies et a accéléré le transfert des machines demeurant au Lingotto. Les premiers dommages de guerre ne vont pas tarder à s'abattre sur Mirafiori. Un premier bombardement massif américain a lieu dans la nuit du 11 au 12 juin 1940. C'est une action sans grandes conséquences car sur les 36 bombes de 500 livres lancées, aucune n'a touché la cible qui était l'usine, ne causant que des dommages très limités à l'extérieur.
Pendant l'année 1941, sans menace de bombardements ennemis, le travail à Mirafiori se poursuivit sans relâche, ce qui permit à la direction de Fiat d'affirmer être en mesure de produire « 3 000 camions et fourgonnettes, 420 chars, 400 unités motorisées, une centaine d'unités et 400 grands moteurs de l'aviation », en trois ou quatre mois au maximum.
Le passage à la production de guerre se fait au prix de gros efforts économiques pour Fiat qui doit repenser l'organisation de l'usine de Mirafiori, notamment en raison des changements de la nature des productions. Le sénateur Agnelli dira aux actionnaires, lors d'un conseil d'administration en juillet 1941 : « les ateliers ont dû être adaptés et élargis en fonction des besoins des différentes productions, nous avons dû faire face à des coûts importants... ». Entre juillet et novembre 1940, Fiat investira environ 550 millions de lires, dont un cinquième est destiné précisément à Mirafiori.
La production souffre d'un fort ralentissement durant l'hiver 1942, lorsque les bâtiments de l'usine sont à nouveau la cible des raids aériens anglo-américains qui, cette fois, atteignent leur objectif. Les 18 et 20 novembre et le 8 décembre 1941, une quantité importante de bombes est larguée sur l'usine qui est fortement endommagée. La structure porteuse et les machines sont en grande partie détruites ; la surface sinistrée est d'environ 110 000 m2, sans compter les dommages subis par le matériel en stock, les productions non encore livrées et l'immeuble de bureaux où l'incendie provoqué par deux bombes de 4 000 livres chacune a détruit des documents importants relatifs aux nouveaux programmes de production.
L'augmentation du coût de la vie, la raréfaction des denrées alimentaires, les rationnements et les conditions de travail très détériorées à cause de la guerre, rendent la vie très difficile. C'est ce qui explique le mouvement de grève déclenché en mars 1943. À la fin de la grève, alors que les principales revendications économiques ont été prises en compte, les travailleurs de Mirafiori subissent la répression fasciste : 87 ouvriers de l'usine sont arrêtés à la suite des grèves (surtout des communistes) et renvoyés devant le Tribunal Spécial avec l'accusation d'avoir créé « un mouvement séditieux sous prétexte d'améliorations économiques et inspiré par les principes des troubles fomentés par les ennemis du régime ».
Les grèves se poursuivent à Mirafiori durant les mois qui suivent. Une grande manifestation est organisée trois semaines après la chute de Mussolini, les 27, 28 juillet et 19 août, par les travailleurs qui réclament la fin de la guerre. La rupture des relations avec l'Allemagne et la liquidation du fascisme, bloquent complètement la production. D'autres arrêts auront lieu après l'occupation nazie et la création de la République de Salò, dans les mois de novembre et décembre.
La grève, malgré les améliorations des salaires, les concessions et les promesses des syndicats fascistes, est décrétée le 24 novembre et le 1er décembre. Elle ne prendra fin qu'après l'intervention du général SS. Zimmermann avec son avertissement publié dans le journal La Stampa qui menace de « représailles sévères contre tous les éléments hostiles à l'autorité de l'État et en particulier contre les perturbateurs de l'ordre et contre ceux qui ont déserté le travail ».
Les mois de novembre et décembre 1943 se distinguent également avec la reprise des raids alliés qui visent l'usine de Mirafiori à deux reprises, le 8 novembre et le 1er décembre. Selon ce qui transpire de la demande d'indemnisation des dommages de guerre préparée par la direction de Fiat, ces attentats ont eu de graves répercussions sur l'usine, car, au cours de ces raids, des bombes à fragmentation et incendiaires ont fortement endommagé, détruit ou rendu inutilisable tous les ateliers, les installations techniques, les stocks de matières premières, les productions en cours, les composants approvisionnés depuis des sites extérieurs et des produits finis dans les différents ateliers et locaux détruits.
Au début de 1944, les autorités allemandes font savoir que les programmes qu'ils ont établis pour Fiat comportent une forte augmentation de la production par rapport à ceux de 1943. L'augmentation concerne leurs besoins dans les secteurs des matériels lourds de guerre : la production de chars, de camions militaires, d'éléments motorisés, des avions et même des moteurs de remplacement. Pour cela, l'usine de Mirafiori devait recouvrir un rôle de premier plan qui, avec ses 16 500 ouvriers était la principale usine de la société de Turin. Les attentes allemandes seront bien vite anéanties. En fait, à partir de 1944, les ouvriers antifascistes créent des cellules d'action clandestines, les Sap. Liées avec le mouvement des partisans, leurs responsables commencent leurs actions de sabotage à l'intérieur des ateliers de fabrication.
Face à cette situation, les responsables nazis veulent organiser le transfert des machines Fiat en Allemagne. Une section des Sap organisa le démontage et le transfert préventif de bon nombre de machines-outils de telle manière à empêcher les Allemands d'en prendre possession.
En mai 1944, en prévision du déplacement de la ligne de front plus au nord, les autorités nazies donnent l'ordre de transférer en l'Allemagne toutes les machines-outils « utiles à la machine de guerre allemande ». Pour Fiat Mirafiori cela signifie la suppression de l'atelier 17 réservé aux moteurs d'aviation, et son transfert dans des tunnels creusés près du lac de Garde, à proximité du Haut-Adige, territoires annexés par l'Allemagne nazie, lieu considéré extrêmement sûr par les Allemands.
Le 11 juin 1944, l'ordre de transfert est notifié au Professeur Valletta qui ne peut qu'accepter sans objection. À peine les ouvriers ont connaissance de cette décision qu'ils se mettent en grève sans reprendre leur travail même lorsqu'un peloton de soldats allemands fait irruption dans l'atelier pour les y obliger. Le 21 juin, le commandement allemand rassemble sur la place devant l'immeuble de bureaux de Mirafiori tous les cadres, ingénieurs et contremaîtres, y compris le sénateur Agnelli et Valletta en leur intimant l'ordre d'exécuter strictement les consignes des autorités du Reich. Ce même jour, à la suite du prolongement de la grève des ouvriers contre le transfert forcé du personnel et des équipements Fiat en Allemagne, la préfecture de Turin doit décréter le lock-out indéfini qui sera levé par les autorités allemandes, le 26 juin.
Le 22 juin, Mirafiori est à nouveau la cible d'un énième bombardement qui frappe, cette fois, avec une extrême précision uniquement l'atelier 17 (atelier de fabrication des moteurs d'avion) qui est entièrement détruit, forçant ainsi les Allemands à abandonner la fin du transfert. La cible et surtout la date, compte tenu de la décision du lock-out de l'usine et donc l'absence de travailleurs, laisse imaginer que cette attaque n'était pas fortuite. De plus, le 24 juin, les autorités allemandes et fascistes accusaient la direction de Fiat « d'avoir habilement fomenté des troubles pour entraver le transfert des machines en Allemagne ».
En novembre 1944, Fiat connait une très mauvaise période. Valletta annonce que le chiffre d'affaires global ne couvre « pas même une partie du montant des salaires ».
Fiat reçoit une très importante commande de l'armée allemande, des milliers de camions, de chars d'assaut et véhicules militaires. Valletta l'annonce lui-même aux ouvriers de Mirafiori le 20 novembre en leur disant que pour faire face à ce surcroît de travail, ils devront faire huit heures supplémentaires chaque semaine. La réponse des ouvriers est immédiate, la grève est prononcée et toutes les activités de l'imposante usine sont bloquées ce qui oblige les responsables de la province à décréter, une nouvelle fois, la fermeture de l'usine pendant une semaine, comme l'imposait dans une telle situation, l'occupant allemand. Les polices militaires nazo-fascistes procédèrent à l'arrestation de 1 350 personnes, des ouvriers et employés des usines du Lingotto et de Mirafiori.
C'est dans ce climat de tension extrême que l'on arrive au mois d'avril 1945, avec le 18 avril, une grève générale à laquelle les ouvriers de Mirafiori participent mais enfermés dans l'usine car les abords de l'usine étaient bloqués par les chars des forces d'occupation.
Le 26 avril, les ouvriers occupent l'usine. Un groupe d'ouvriers armé dresse des barricades « pour empêcher d'éventuelles agressions des forces armées ennemies (allemande) ». Le CLN (Comité de libération nationale) invite tous les autres ouvriers présents à reprendre immédiatement leur travail pour fabriquer les camions et autres véhicules militaires (commandés par les nazis) pour les remettre aux partisans qui menaient maintenant leurs combats aux portes de la ville. L'après-midi de ce même jour, après avoir réquisitionné le maximum de denrées alimentaires et de matières essentielles, le CLN fait passer la consigne de mobilisation insurrectionnelle nationale « tous les salariés de Fiat Mirafiori, exception faite pour les femmes et les hommes de plus de cinquante ans ». C'est ainsi qu'environ 800 ouvriers armés se préparèrent à défendre ce que le CLN avait défini comme « notre patrimoine industriel déjà trop détruit et pillés ».
Le soir même, une brigade allemande voulu reprendre l'usine et tira soixante coups de canon sur l'usine en ne causant que des dommages mineurs. Une seconde attaque coûta la vie à un partisan. Plus tard, une colonne de chars allemands, soutenus par des forces d'infanterie, a ouvert le feu sur le bâtiment de bureaux. Les ouvriers ont riposté avec un petit canon placé sur le toit de la centrale d'énergie. Ils touchent le réservoir d'un camion ce qui eut pour effet de mettre en fuite le reste de la colonne. Les soldats Allemands ont eu peur que des armes puissantes soient cachées et que leurs chars soient détruits par le feu.
Ce n'est que le 28 avril 1945 que l'usine sera rouverte, quand la victoire face à l'occupant nazi a été officiellement prononcée.
La paix enfin retrouvée va permettre à Fiat de reconstruire ses ateliers détruits. La production ne reprendra à Mirafiori que lentement entre 1946 et 1947 avec des modèles civils. D'abord avec les derniers exemplaires de la Fiat Topolino, bientôt suivis par les nouvelles 1100 E, 1100 B, 500 B, 1500 D, 1400. Plus tard, dans les années 1950, les voitures produites à Mirafiori seront le symbole du miracle économique, comme la Fiat 600 et la nouvelle Nuova 500. Quelques années plus tard, viendront les modèles récents produits en grande série qui ont connu un grand succès international comme les 850, 124, 127 et la 131 Mirafiori.
Entre 1956 et 1958, Fiat double la surface de l'usine mais ce système ne représente plus le symbole du miracle économique des années cinquante et soixante avec la motorisation de masse, mais deviendra, dans les années soixante-dix le haut lieu des luttes ouvrières les plus dures.

## Liste des principaux modèles construits à Mirafiori
Les principaux modèles automobiles produits dans l'usine géante de Mirafiori sont :
- Fiat 500 Topolino - à partir de 1947
- Fiat 1100 - à partir de 1947
- Fiat 1400 - 1950/58
- Fiat 1900 - 1952/59
- Fiat 1100-103 - 1953/69
- Fiat 600 - 1955/69
- Fiat 500 (1957) - 1957/75
- Fiat 1200 - 1957/60
- Fiat 1800/2100 - 1959/68
- Fiat 1300/1500 - 1961/67
- Fiat 2300 - 1961/68
- Fiat 850 - 1964/72
- Fiat 124 - 1966/74
- Fiat 128 - 1969/78
- Fiat 127 - 1971/84
- Fiat 126 - 1972/79
- Fiat 131 - 1974/85
- Fiat Ritmo - 1978/88
- Fiat Panda I - 1980/2003
- Fiat Uno - 1983/94
- Fiat Croma - 1984/95
- Lancia Thema - 1984/94
- Lancia Y10 - 1994/96
- Fiat Regata - 1983/90
- Fiat Punto I - 1993/99
- Fiat Marea - 1996/2007
- Fiat Multipla - 1998/2011
- Fiat Punto II - 1999/2011
- Lancia Thesis - 2002/2010
- Fiat Idea - 2004/2012
- Lancia Musa - 2004/2012
- Fiat Grande Punto - 2006/2010
- Alfa Romeo MiTo - 2008/2018
- Maserati Levante - 2016/
- Fiat 500 - 2020/

Avant le début des travaux de restructuration complète du site pour accueillir en 2014/15 les nouveaux modèles haut de gamme Fiat et Alfa Romeo, la production de l'usine de Mirafiori était tombée à 488 voitures journalières dont :
- 64 Fiat Multipla,
- 103 Fiat Punto Classic (1999),
- 27 Fiat Idea,
- 109 Lancia Musa,
- 185 Alfa Romeo MiTo.